# Landsat 2

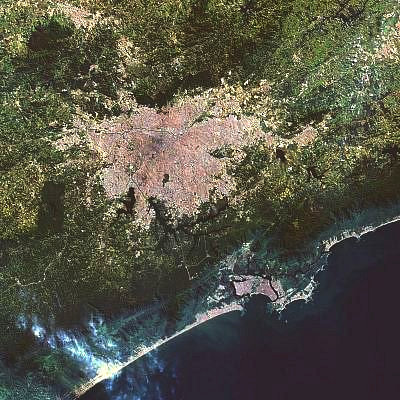
Vista de Sao Paulo desde el Lansat-2

Landsat 2 es el segundo de un grupo de satélites lanzados por Estados Unidos (ver Programa LandSat). La nave espacial originalmente tenía una designación de ERTS-B (Earth Resource Technology Satellite), pero se le cambió el nombre a "Landsat 2" antes de su lanzamiento el 22 de enero de 1975. El objetivo del satélite era adquirir datos estacionales globales en resolución media de Una órbita casi polar, sincronizada con el sol. El satélite, construido por General Electric , adquirió datos con Return Beam Vidicon (RBV) y Multi-Spectral Scanner (MSS). A pesar de tener una vida útil de diseño de un año, Landsat 2 operó durante más de siete años, y finalmente cesó sus operaciones el 25 de febrero de 1982.

## Desarrollo
Landsat 2 fue fabricado por la división espacial de General Electric en Valley Forge, Pennsylvania. Este satélite fue considerado un experimento, a diferencia de Landsat 1 . Landsat 2 se designó originalmente como ERTS-B (Earth Resources Technology Satellite-B) y se le cambió el nombre antes del lanzamiento. [4] El satélite fue diseñado para operar por un mínimo de un año. [2] El objetivo principal del MSS era adquirir datos estacionales globales en resolución media desde una órbita casi polar polar sincronizada con el sol. [5] Administrador de la NASA James C. Fletcherdijo: "Si tuviera que elegir una nave espacial, un desarrollo de la era espacial para salvar al mundo, elegiría ERTS y los satélites que creo que evolucionarán más adelante en esta década". [3]

## Operación
Landsat 2 transmitió sus datos a varias estaciones terrestres internacionales. Las estaciones terrestres se ubicaron en seis de los siete continentes, con las primeras operaciones iniciales en abril de 1975 en Prince Albert, Canadá , y la última en comenzar operaciones en diciembre de 1981 en Hartebeesthoek , Sudáfrica.
El satélite continuó las operaciones hasta el 25 de febrero de 1982, cuando fue retirado de las operaciones debido a un propulsor de control de giro defectuoso. El satélite se colocó en modo de espera el 31 de marzo de 1983.

## Resultados
Los datos recibidos del satélite son gratuitos para el público. Hay múltiples niveles de datos disponibles. Los datos de nivel 1 tardan de 1 a 3 días en procesarse, y el usuario recibirá varios archivos que luego pueden juntar para generar una imagen RGB. También se pueden solicitar datos científicos de nivel superior, que contienen datos como la reflectancia de la superficie.

#### Parámetros orbitales[4]
- tiene una altura de 914 km
- tiene una inclinación de 98.9° (grados)
- tiene un periodo de 103.18 minutos
- tiene un tiempo del nodo descendente de 8:50 - 9:31 a. m. (en el ecuador)
- cada 18 días pasa sobre el mismo punto (cobertura del ciclo)
- tiene una distancia entre pasadas adyacente de 159 km (en el ecuador).